# Donnie Darko
Donnie Darko je americké mysteriózní a sci-fi filmové psychologické drama z roku 2001. Napsal a natočil jej jako svůj režisérský debut Richard Kelly a hlavní role se zhostil Jake Gyllenhaal, který za ní získal v roce 2002 ocenění Young Hollywood Awards za průlomové mužské vystoupení. Film líčí příběh mladíka Donalda Darka, který se snaží odolat obrovskému králíkovi, jež se mu zjevuje a snaží se jej dostat pod svůj temný vliv.